# Haiti 0–6 Brasil (2004)
Jogo da paz é como ficou conhecido uma partida amistosa de futebol realizada no dia 18 de agosto de 2004, no Estádio Sylvio Cator, na cidade de Porto Príncipe, capital do Haiti, entre a Seleção Brasileira de Futebol – então Campeã mundial – e a Seleção Haitiana (então 95ª colocada no ranking da FIFA daquela época).
Recebeu a alcunha de "Jogo da Paz" pois o objetivo principal foi iniciar uma campanha de desarmamento naquele país (o País caribenho vivia uma guerra civil desde a comemoração do bicentenário de sua independência, em janeiro de 2004), com os ingressos do jogo sendo oferecidos em troca de armas. Por conta disso, a CBF foi agraciada com um Prêmio Fair Play da FIFA.[carece de fontes?]

## Cenário Pré-Jogo
| “ | "O Brasil veio para o Haiti com a sua arma mais poderosa: o futebol." | ” |
|   | — Frase extraída do documentário "O Dia em que o Brasil Esteve Aqui". |   |

Em 2004, o Haiti, país mais pobre das Américas, vivia uma grave crise política que assolava o país. 80% da população vivia abaixo da linha da pobreza e 50% eram analfabetos. O governo do presidente Luiz Inácio Lula da Silva avaliou que essa seria a grande oportunidade de mostrar ao mundo que o Brasil estava disposto a assumir uma posição de liderança, e enviou soldados para ajudar a reconstrução do país. Nos debates sobre a polêmica decisão brasileira de liderar a intervenção das Nações Unidas no Haiti, o primeiro-ministro daquele país, Gerard Latortue se queixou de que o Brasil deveria ter enviado a seleção de futebol, não soldados. Assim, Lula convidou a Seleção para fazer um jogo no Haiti. A CBF gostou da idéia, pois queria estreitar seus laços com o poder público e com a FIFA para sediar a Copa do Mundo de 2014. Com o ok da FIFA, e visando trazer um pouco mais de alegria para a sofrida população haitiana, que é apaixonada pelo futebol brasileiro, o "Jogo da Paz" foi oficializado.
Por questões de segurança, a delegação brasileira desembarcou no Haiti apenas duas horas antes da partida. No trajeto entre o aeroporto e o estádio (cerca de 5km), os atletas brasileiros foram em carro blindado de combate, e foram acompanhados por milhares de haitianos, que tomaram as ruas para ver os jogadores passarem.
O primeiro-ministro do país caribenho, Gerard Latortue, ofereceu US$ 1.000 para quem marcasse um gol na seleção brasileira. Além disso, o político garantiu ceder, de seu próprio bolso, US$ 100 para cada um dos atletas haitianos em caso de vitória. Edu, meia da Seleção Brasileira, afirmou que "a nossa intenção é tentar ajudar os haitianos e chamar a atenção mundial para o país."
Mesmo sendo convocados, o goleiro Dida, o lateral-direito Cafu e o meia Kaká não foram liberados pelo Milan, da Itália, assim como o zagueiro Lúcio e o meia Zé Roberto, do Bayern de Munique, da Alemanha.

## A partida
| “ | "Foi uma honra jogar com os campeões do mundo." | ” |
|   | — Jean Pierre, capitão do selecionado haitiano. |   |

| 18 de agosto de 2004                                           | Haiti | 0 – 6     | Brasil                                                        | Estádio Sylvio Cator, Porto Príncipe                          |
| 14:30 (UTC-5 – hora do Haiti) 16:30 (UTC-3 – hora de Brasília) |       | Relatório | Roger 19', 41' · Ronaldinho Gaúcho 32', 66', 81' · Nilmar 85' | Público: ~15 mil pessoas Árbitro: BRA Paulo César de Oliveira |

| Haiti | Brasil |

|                |    |                        |  |
|                |    |                        |  |
| GK             | 1  | Gabard Fénélon         |  |
| RB             | 2  | Dieuphène Thélamour    |  |
| LB             | 3  | Pierre Richard Bruny   |  |
| DM             | 4  | Jean-Jacques Pierre    |  |
| CB             | 5  | James Dorcélus         |  |
| CB             | 6  | Ricardo Pierre Louis   |  |
| RW             | 7  | Marc-Hérold Gracien    |  |
| FW             | 8  | Richardson Ulcénat     |  |
| AM             | 9  | Monès Chéry            |  |
| FW             | 10 | Romulus Turlien        |  |
| LW             | 11 | Stéphane Guillaume     |  |
| Substituições: |    |                        |  |
|                |    | Johnny Descollines 46' |  |
| GL             | 22 | Luidgi Beauzile 46'    |  |
|                |    | Wadson Corriolan 46'   |  |
|                |    | Maxo Sampeur 63'       |  |
|                |    | Roosevelt Désir 63'    |  |
|                |    | Josué Mayard 67'       |  |
|                |    | Frantz Gilles 67'      |  |
|                |    | Peter Germain 71'      |  |
|                |    | Barthélémy Grémard 71' |  |
|                |    | David Saincius 78'     |  |
| Treinador:     |    |                        |  |
| Carlo Marcelin |    |                        |  |

|                         |    |                      |  |  |
|                         |    |                      |  |  |
| G                       | 1  | Júlio César          |  |  |
| LD                      | 2  | Belletti             |  |  |
| Z                       | 3  | Juan                 |  |  |
| Z                       | 4  | Roque Júnior         |  |  |
| LE                      | 6  | Roberto Carlos       |  |  |
| V                       | 8  | Gilberto Silva       |  |  |
| V                       | 11 | Edu                  |  |  |
| M                       | 5  | Juninho Pernambucano |  |  |
| M                       | 10 | Roger                |  |  |
| A                       | 7  | Ronaldinho Gaúcho    |  |  |
| A                       | 9  | Ronaldo              |  |  |
| Substituições:          |    |                      |  |  |
| G                       | 12 | Fernando Henrique    |  |  |
| Z                       | 13 | Cris                 |  |  |
| LE                      | 14 | Adriano Correia      |  |  |
| V                       | 15 | Magrão               |  |  |
| V                       | 16 | Renato               |  |  |
| M                       | 17 | Pedrinho             |  |  |
| A                       | 18 | Nilmar               |  |  |
| Treinador:              |    |                      |  |  |
| Carlos Alberto Parreira |    |                      |  |  |

## Pós-Jogo
| “ | “Se alguém ainda tinha dúvida em relação à validade desta viagem, deve ter se convencido diante dessas imagens. Na próxima vez que um de vocês (jornalistas) me perguntarem qual a emoção mais forte que vivi no futebol, direi foi esta. E olha que todos sabem que já vivi muitas.” | ” |
|   | — Carlos Alberto Parreira. |   |

- Esta foi a 2ª vitória brasileira sobre a seleção haitiana.[14]

### Mídia
- Em 2005 foi exibido na Mostra Internacional de Cinema de São Paulo o documentário "O Dia em que o Brasil Esteve Aqui", dirigido por Caíto Ortiz e João Dornelas, que conta a história desta partida.[4]
- O programa SporTV Repórter do dia 28 de Setembro de 2014, foi dedicado a esta partida.[15]